# Мыс Говена
Мыс Говена — мыс в Камчатском крае, являющийся самой южной точкой полуострова Говена и вдающийся в Берингово море. Мыс Говена является восточным входным мысом залива Корфа и северо-восточным входным мысом Карагинского залива. На мысе расположен маяк.
Сам мыс и его окрестности входят в кластер «Полуостров Говена» Корякского заповедника.

## Название
До 1820-х годов полуостров Говена назывался Люторский (Олюторский) Нос. Название было дано русскими первопроходцами в честь крупнейшей реки поблизости — Люторы (Вывенки). С. П. Крашенниников записал в 1740 году корякское название мыса — Атвалык Нос.
Современное название обусловлено историческим казусом. Первоначально название «мыс Говена» было присвоено соседнему мысу Ильпинскому в связи с расположением на нём корякского селения Говы́нк. Однако в 1828 году в ходе экспедиции Ф. П. Литке на шлюпе «Сенявин» мыс Говена (в современном значении) был принят за Ильпинский. Путаница была обнаружена только в начале XX века начальником Гидрографической экспедиции Восточного океана М. Е. Жданко, когда наименования уже прижились. Более поздние исследования подтвердили ошибку.

## Описание
Мыс представляет собой невысокий и отвесный серый обрыв, образованный склонами горы Южная. Мыс Говена — место обитания морских млекопитающих: сивучей и пятнистых тюленей. Также здесь обитают бурые медведи.
Растительность - лесотундра. В районе мыса и его окрестностях растет 273 вида и подвида сосудистых растений, что, по мнению ботаников, для природной зоны этого типа «представляет довольно существенный уровень богатства». В том числе в этом районе растут 5 видов растений, занесенных в Красную книгу Камчатки (2007): Leonthopodium camschaticum, Lysiella oligantha, Rhodiola rosea, Saxifraga setigera, Oxytropis middendorffii.